# Спеціальна зона № 2
Спеціальна зона № 2 (англ. Special Area No. 2) — спеціальна зона в Канаді, у провінції Альберта.

## Населення
За даними перепису 2016 року, спеціальна зона нараховував 1905 жителів, показавши скорочення на 5,9%, порівняно з 2011-м роком. Середня густина населення становила 0,2 осіб/км².
З офіційних мов обидвома одночасно володіли 20 жителів, тільки англійською — 1 870, а 20 — жодною з них. Усього 220 осіб вважали рідною мовою не одну з офіційних.
Працездатне населення становило 81,3% усього населення, рівень безробіття — 2,4% (2,6% серед чоловіків та 2,2% серед жінок). 54,6% були найманими працівниками, 45,4% — самозайнятими.
Середній дохід на особу становив $52 413 (медіана $41 792), при цьому для чоловіків — $66 717, а для жінок $37 012 (медіани — $53 291 та $34 219 відповідно).
33,3% мешканців мали закінчену шкільну освіту, не мали закінченої шкільної освіти — 19%, 47,6% мали післяшкільну освіту, з яких 14,2% мали диплом бакалавра, або вищий.
| Статево-вікова структура населення | Статево-вікова структура населення | Статево-вікова структура населення | Статево-вікова структура населення | Статево-вікова структура населення |
| ---------------------------------- | ---------------------------------- | ---------------------------------- | ---------------------------------- | ---------------------------------- |
|                                    |                                    |                                    |                                    |                                    |
| Всього                             | Всього                             | 51,8%48,2%                         |                                    |                                    |
| 0 — 14 років                       | 0 — 14 років                       |                                    | 21,3%                              | 21,3%                              |
| 15 — 64 років                      | 15 — 64 років                      |                                    | 63,7%                              | 63,7%                              |
| 65 і більше                        | 65 і більше                        |                                    | 15%                                | 15%                                |
| 85 і більше                        | 85 і більше                        |                                    | 1,1%                               | 1,1%                               |
| Середній вік (років)               | Середній вік (років)               | 40,339,1                           | 39,8                               | 39,8                               |
| Медіана (років)                    | Медіана (років)                    | 41,939,6                           | 40,9                               | 40,9                               |
| — чоловіки — жінки                 |                                    |                                    |                                    |                                    |

| Походження мешканців:     | Походження мешканців:     | Походження мешканців: | Походження мешканців: | Походження мешканців: |
| ------------------------- | ------------------------- | --------------------- | --------------------- | --------------------- |
| Походження                |                           |                       | осіб                  | %                     |
| Корінні американці        | Корінні американці        |                       | 60                    | 3.69%                 |
| Інше північноамериканське | Інше північноамериканське |                       | 610                   | 37.54%                |
| Європейське               | Європейське               |                       | 1 385                 | 85.23%                |
| британське                | британське                |                       | 940                   | 57.85%                |
| французьке                | французьке                |                       | 170                   | 10.46%                |
| українське                | українське                |                       | 100                   | 6.15%                 |
| Латинськоамериканське     | Латинськоамериканське     |                       | 15                    | 0.92%                 |
| Океанійське               | Океанійське               |                       | 10                    | 0.62%                 |

| Зайнятість населення за галузями (за класифікацією NOC): | Зайнятість населення за галузями (за класифікацією NOC): | Зайнятість населення за галузями (за класифікацією NOC): | Зайнятість населення за галузями (за класифікацією NOC): | Зайнятість населення за галузями (за класифікацією NOC): |
| -------------------------------------------------------- | -------------------------------------------------------- | -------------------------------------------------------- | -------------------------------------------------------- | -------------------------------------------------------- |
|                                                          |                                                          |                                                          |                                                          |                                                          |
| Управління                                               | Управління                                               |                                                          | 40,5%                                                    | 40,5%                                                    |
| Бізнес, фінанси та адміністрування                       | Бізнес, фінанси та адміністрування                       |                                                          | 6,8%                                                     | 6,8%                                                     |
| Природничі та прикладні науки                            | Природничі та прикладні науки                            |                                                          | 1%                                                       | 1%                                                       |
| Охорона здоров'я                                         | Охорона здоров'я                                         |                                                          | 4,9%                                                     | 4,9%                                                     |
| Освіта, правозахист, муніципальні та урядові служби      | Освіта, правозахист, муніципальні та урядові служби      |                                                          | 2,9%                                                     | 2,9%                                                     |
| Мистецтво, культура, відпочинок та спорт                 | Мистецтво, культура, відпочинок та спорт                 |                                                          | 2%                                                       | 2%                                                       |
| Роздрібна торгівля та послуги                            | Роздрібна торгівля та послуги                            |                                                          | 9,8%                                                     | 9,8%                                                     |
| Гуртова торгівля, транспорт та обладнання                | Гуртова торгівля, транспорт та обладнання                |                                                          | 14,6%                                                    | 14,6%                                                    |
| Природні ресурси, сільське господарство                  | Природні ресурси, сільське господарство                  |                                                          | 14,1%                                                    | 14,1%                                                    |
| Виробництво                                              | Виробництво                                              |                                                          | 2,4%                                                     | 2,4%                                                     |

## Населені пункти
До складу спеціальної зони входять містечко Ганна, село Емпресс, а також хутори, інші малі населені пункти та розосереджені поселення.

## Клімат
Середня річна температура становить 3,2°C, середня максимальна – 23,1°C, а середня мінімальна – -20,1°C. Середня річна кількість опадів – 340 мм.
| Клімат поселення                              | Клімат поселення | Клімат поселення | Клімат поселення | Клімат поселення | Клімат поселення | Клімат поселення | Клімат поселення | Клімат поселення | Клімат поселення | Клімат поселення | Клімат поселення | Клімат поселення | Клімат поселення |
| Показник                                      | Січ.             | Лют.             | Бер.             | Квіт.            | Трав.            | Черв.            | Лип.             | Серп.            | Вер.             | Жовт.            | Лист.            | Груд.            |                  |
| Середній максимум, °C                         | −6,19            | −2,63            | 2,69             | 11,38            | 17,52            | 21,84            | 23,14            | 22,58            | 16,99            | 10,56            | 0,96             | −4,89            |                  |
| Середня температура, °C                       | −13,11           | −9,56            | −4,24            | 4,44             | 10,55            | 14,92            | 17,55            | 16,99            | 11,41            | 4,96             | −4,63            | −10,48           |                  |
| Середній мінімум, °C                          | −20,05           | −16,48           | −11,19           | −2,48            | 3,62             | 8,00             | 11,96            | 11,41            | 5,82             | −0,62            | −10,21           | −16,06           |                  |
| Норма опадів, мм                              | 14               | 9                | 14               | 22               | 38               | 67               | 59               | 42               | 36               | 13               | 13               | 13               |                  |
| Середньомісячна швидкість вітру, м/с          | 4.58             | 4.30             | 4.50             | 4.60             | 4.50             | 4.10             | 3.70             | 3.60             | 3.96             | 4.40             | 4.70             | 4.60             |                  |
| Середньомісячна сонячна радіація, кДж/м²·день | 4131             | 7719             | 12885            | 17521            | 21054            | 22348            | 23045            | 19566            | 13622            | 8393             | 4473             | 3188             |                  |
| --------------------------------------------- | ---------------- | ---------------- | ---------------- | ---------------- | ---------------- | ---------------- | ---------------- | ---------------- | ---------------- | ---------------- | ---------------- | ---------------- | ---------------- |
| Джерело:                                      |                  |                  |                  |                  |                  |                  |                  |                  |                  |                  |                  |                  |                  |